# 주베를린 홍콩 경제무역대표부
주브뤼셀 홍콩 경제무역대표부(중국어: 香港駐柏林經濟貿易辦事處, 영어: Hong Kong Economic and Trade Office (Berlin), 준말: HKETO (Berlin), 독일어: Wirtschafts- und Handelsbüro Hongkong, Berlin)는 중화인민공화국 홍콩 특별행정구 정부가 독일 베를린에 설치한 홍콩 경제무역대표부이다.

## 역사
유럽 연합은 2005년에 홍콩에서 3번째로 큰 무역 파트너가 되면서 무역량도 증가했다. 이에 홍콩 특별행정구 정부에서도 동유럽에서 홍콩의 경제·무역 관계를 확대하기 위한 대표부 설립을 추진했다. 독일은 중앙유럽에서 홍콩과 가장 가까운 경제·무역 관계를 가진 국가였기 때문에 홍콩 특별행정구 정부는 독일 베를린에 경제무역대표부를 설치하기로 결정했다. 이에 따라 주브뤼셀 경제무역대표부에서 관할하던 일부 중앙유럽 국가가 주베를린 경제무역대표부에 이관되었다.
홍콩 입법회는 2006년에 주베를린 경제무역대표부 설립 안건을 가결했고 홍콩 특별행정구 정부는 2007년에 독일 정부와 대표부 설립을 논의하기 위해 주브뤼셀 홍콩 경제무역대표부에 실무 그룹을 결성했다. 주베를린 홍콩 경제무역대표부는 2009년 2월에 독일 연방의회의 승인을 받았으며 2009년 3월 9일에 독립적인 외교 대표 기관으로 정식 설립되었다. 대표부는 주권 국가의 기관과 동일한 외교적 면책 특권을 누리고 있다. 또한 현재까지 독일에 설립된 유일한 준외교 기구이기도 하다.

## 기능
2009년 3월 9일에 정식 설립된 주베를린 홍콩 경제무역대표부는 독일에서 홍콩 특별행정구 정부를 대표하는 기구이며 홍콩 특별행정구 정부가 영국 런던, 스위스 제네바, 벨기에 브뤼셀에 이어 4번째로 유럽에 설립한 홍콩 경제무역대표부이기도 하다. 중앙유럽·동유럽 8개국(독일, 오스트리아, 스위스, 폴란드, 체코, 헝가리, 슬로바키아, 슬로베니아)과 홍콩 간의 경제·무역 관계를 증진하기 위해 각급 정부 기관 및 다양한 국가의 기타 기관과의 유대를 강화하는 역할을 한다. 또한 대표부에서 관할하는 나라들과 홍콩 간의 사회·문화적 업무를 처리하고 매년 홍콩을 홍보하기 위한 활동을 적극적으로 조직하고 참여한다.

## 역대 대표
1. 웡가이이 (중국어: 黃繼兒, 임기: 2009년 3월 9일 ~ 2012년 1월 15일)
2. 레이궉반 (중국어: 李國彬, 임기: 2012년 1월 16일 ~ 2014년 8월 24일)
3. 호시우핑 (중국어: 何小萍, 임기: 2014년 9월 1일 ~ 2018년 8월 5일)
4. 레이지팡 (중국어: 李志鵬, 임기: 2018년 8월 6일 ~ 2021년 10월 31일)
5. 시토우가만 (중국어: 司徒加敏, 임기: 2021년 11월 22일 ~ 현재)

## 같이 보기
- 홍콩 경제무역대표부